# Onafhankelijk realisme
Het onafhankelijk realisme is een kunststroming van de hedendaagse kunst betreffende realistische kunst en is afgeleid van een grote groep hedendaagse Nederlandse realisten die onafhankelijk van het reguliere kunstcircuit en de gevestigde kunstwereld een groot publiek weten te bereiken met hun werken. Het betreft hierbij geen georganiseerde groep of overeenkomstige stijl maar een stroming met daarbinnen vele stijlen die variëren van zeer gedetailleerd en fijn tot grof en pasteus. De afbeeldingen zijn echter altijd herkenbare voorstellingen.

## Geschiedenis
Ondanks dat het realisme als kunstrichting gedurende de avant-gardistische 20e eeuw weinig gewaardeerd werd door de gevestigde kunstwereld, is deze richting nooit helemaal weg geweest. Gedurende deze periode bleven enkele kunstenaars trouw aan deze vorm van kunstuiting. Voorbeelden hiervan in Nederland zijn het magisch realisme van onder andere Carel Willink, Dick Ket en Pyke Koch.
Oorspronkelijk in gang gezet door de Groep van de figuratieve abstractie, ook wel 'De Groep', aan de Rijksakademie te Amsterdam, wendden zich tegen het einde van de 20e eeuw en het begin van de 21e eeuw meer kunstenaars tot het realisme. Deze stijlstroming verplaatste zich na 1980 naar het Noorden van Nederland, doordat veel (na de 'machtsovername' door 'de abstracten' op de Rijksakademie teleurgestelde) figuratieve kunstenaars de 'ruimte' zochten in het oosten van het land. Vooral onder de invloed van Academie Minerva in Groningen ontstond aldaar, mede dankzij Wout Muller, Piet Pijn, Henk Helmantel en Matthijs Röling onder de naam 'Fuji Art Association' aan het einde van de 20e eeuw het zogenaamde Noordelijk realisme. Maar ook verspreid over de rest van Nederland en België wendden steeds meer kunstenaars zich tot het realisme. In 2006 waren er een paar honderd kunstenaars actief binnen deze richting. Kunstschilder Rob Møhlmann en zijn vrouw Laura riepen in 1998 de ‘Eerste Onafhankelijke Realisten Tentoonstelling’ in het leven. Vanaf dat moment vindt er jaarlijks een Onafhankelijke Realisten Tentoonstelling plaats in Museum Møhlmann.